# Edwin Scheller

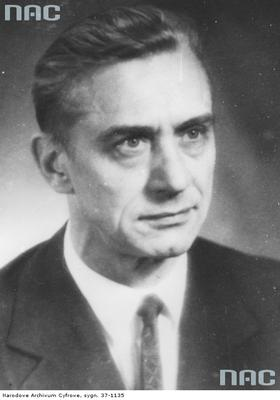
Edwin Scheller „Czarny” (ze zbiorów NAC)

Edwin Mikołaj Scheller ps. Fordon, Łoże, Czarny, vel Mikołaj Bereżański, vel Wojciech Połański, vel Wojciech Koronowski, vel Wiesław Kwiatkowski (ur. 6 grudnia 1919 w Zaniemyślu, zm. 1 lutego 1999 w Szczecinie) – polski wojskowy, oficer Polskich Sił Zbrojnych na Zachodzie, wywiadu ofensywnego Armii Krajowej i Delegatury Sił Zbrojnych na Kraj, uczestnik kampanii wrześniowej, Powstania Warszawskiego, cichociemny. Znajomość języków: niemiecki, rosyjski, angielski, francuski. Zwykły Znak Spadochronowy nr 1274.

## Życiorys
Uczył się w szkołach powszechnych w Toruniu, Nieświeżu, Wołożynie, Poznaniu (rodzina często zmieniała miejsce zamieszkania w związku z przydziałami wojskowymi ojca.), następnie w Gimnazjum im. Karola Marcinkowskiego w Poznaniu oraz Gimnazjum Państwowym i Liceum im. Józefa Piłsudskiego w Bydgoszczy, w maju 1939 zdał egzamin dojrzałości.
Od maja 1939 w XI batalionie Junackich Hufców Pracy w Nowogrodzie nad Narwią pracował przy budowie fortyfikacji obronne.
W kampanii wrześniowej 1939 ochotniczo, wraz z harcerzami, kolejarzami, młodzieżą PW uczestniczył w walkach z niemieckimi dywersantami w Bydgoszczy. 4 września jako ochotnik wstąpił do Wojska Polskiego, przydzielony do 8 kompanii 62 Pułku Piechoty 15 Dywizji Piechoty. Wraz z pułkiem walczył w składzie Armii „Pomorze” w rejonie Strzelc Kujawskich, Brzozy, Gąbina, Bzury, Kampinosu, 13 września lekko ranny w nogę, walczył do 27 września w obronie Warszawy. Leczony w szpitalu przy Al. Ujazdowskich 37, pod koniec października osadzony w niemieckim obozie w Pruszkowie.
30 października uciekł, powrócił do Bydgoszczy, następnie od połowy listopada w Warszawie. Podjął pracę jako sanitariusz w szpitalu, następnie przez Kraków, Rawę Ruską, Lwów, Bolechów dotarł 15 grudnia 1939 do granicy z Węgrami. Internowany w cytadeli w Budapeszcie, następnie w obozach dla uchodźców w Gyöngyös, Leanyfalu, później do 27 stycznia 1940 ponownie w cytadeli w Budapeszcie.
W nocy 1/2 lutego 1940 dotarł pociągiem do granicy z Francją w Modane. Wstąpił do Polskich Sił Zbrojnych na Zachodzie pod dowództwem francuskim, skierowany do obozu w Bressuire, następnie przydzielony do 5 Pułku Strzelców Pieszych 2 Dywizji Strzelców Pieszych. Od 1 maja do 17 czerwca uczestnik kursu Szkoły Podchorążych Piechoty w Coëtquidan, następnie we francuskim oddziale broniącym tzw. reduty bretońskiej.
Po upadku Francji ewakuowany z La Rochelle, 22 czerwca dotarł do Wielkiej Brytanii. Wstąpił do Polskich Sił Zbrojnych na Zachodzie pod dowództwem brytyjskim. Od 18 lipca 1940 przydzielony 3 batalionu strzelców 1 Brygady Strzelców. Od 20 stycznia do 19 kwietnia 1941 uczestnik I kursu Szkoły Podchorążych Piechoty w Dundee; ukończył kurs z wynikiem bardzo dobrym.
Zgłosił się do służby w Kraju. Przeszkolony ze specjalnością w wywiadzie, na kursach specjalnych dla kandydatów na cichociemnych, m.in. wywiadu (Oficerski Kurs Doskonalący Administracji Wojskowej, Glasgow), commando, spadochronowym, prowadzenia pojazdów, odprawowym (STS 43, Audley End) i in. Po szkoleniach praktyka w Oddziale II (wywiad) Sztabu Naczelnego Wodza. Zaprzysiężony na rotę ZWZ/AK w Audley End, awansowany na stopień podporucznika ze starszeństwem od 13 marca 1943.
Skoczył ze spadochronem do okupowanej Polski w nocy 13/14 marca 1943 w sezonie operacyjnym „Intonacja”, w operacji lotniczej „Tile”, z samolotu Halifax DT-725 „J” (138 Dywizjon RAF), po starcie z lotniska RAF Tempsford, na placówkę odbiorczą „Olcha” 606 (kryptonim polski, brytyjskie oznaczenie numerowe pinpoints), ok. 9 km od Kielc. Razem z nim skoczyli: por. Oskar Farenholc ps. Sum, por. Janusz Prądzyński ps. Trzy, ppor. Jan Rostworowski ps. Mat.
Po skoku aklimatyzacja do realiów okupacyjnych, następnie przydzielony jako oficer wywiadu ofensywnego do Referatu Centralnego i Kolejowego Oddziału II (wywiad) KG Armii Krajowej. Od czerwca 1943 jako zastępca kierownika ekspozytury „E23" w Lublinie.
15 lutego 1944 aresztowany przez Gestapo pod fałszywą tożsamością, w konspiracyjnym mieszkaniu w Lublinie przy ul. Żmigród. Osadzony oraz torturowany „Pod zegarem” oraz na Zamku Lubelskim. Nie załamał się, przekazał informacje ze śledztwa, ostrzegł zagrożonych aresztowaniem. Po ok. trzech miesiącach, dzięki wsparciu KG AK 27 maja 1944 wykupiony z aresztu przez narzeczoną (późniejszą żonę) Izabelę Kowalewską. Leczony z obrażeń po śledztwie (chodził o lasce) pod Lublinem, od czerwca w Piasecznie.
W Powstaniu Warszawskim wskutek obrażeń nie mógł uczestniczyć w walkach. Współpracował wywiadowczo z oddziałami Pułku „Baszta”, por. Bolesława Ostrowskiego ps. Lanca oraz por. Mariana Ślifierza ps. Wirski. Wspólnie z żoną gromadzili leki dla powstańców. W październiku 1944 wraz z żoną wyjechał do Krakowa, następnie zamieszkał w Piotrkowie Trybunalskim. 24 sierpnia 1948 Naczelny Wódz odznaczył Go Orderem Virtuti Militari – „za wyróżniające się męstwo w akcjach bojowych podczas konspiracji i walk Powstania Warszawskiego”.

## Po wojnie
W kwietniu 1945 powrócił z żoną do Bydgoszczy, zamieszkali w mieszkaniu jego rodziców. Powrócił do Piaseczna, następnie wyjechał do Łodzi, podjął pracę w Szkole Samochodowej. Odnowił kontakty konspiracyjne, zaangażował się w działania Delegatury Sił Zbrojnych na Kraj, m.in. zorganizował 12 osobowy oddział dyspozycyjny DSZ. Od maja 1945 oddział w dyspozycji Okręgu Pomorskiego DSZ, we wrześniu 1945 rozwiązany. 15 września 1945 ujawnił się jako były żołnierz AK w Wojewódzkim Urzędzie Bezpieczeństwa Publicznego w Bydgoszczy.
W nocy 17 listopada 1945 aresztowany w mieszkaniu w Bydgoszczy przy ul. św. Antoniego z Padwy 6, osadzony w więzieniu w Gdańsku. Tego samego dnia aresztowano jego żonę Izabellę (w 5 miesiącu ciąży). Wraz z 36 innymi osobami oskarżony o to, że w czasie wojny i po wojnie (…) brał czynny udział w nielegalnym związku pod nazwą „Armia Krajowa”, mającym na celu obalenie demokratycznego ustroju Państwa Polskiego”… 7 czerwca 1946 wyrokiem Rejonowego Sądu Wojskowego w Gdańsku wraz z żoną uwolniony od zarzutów, zwolniony z więzienia w stanie skrajnego wyczerpania: choroba serca, opuchlizna głodowa. Po aresztowaniu, wskutek tortur podczas śledztwa żona poroniła, utracili dziecko.
Wyjechał do Szczecina, prześladowany przez UB, bezskutecznie poszukiwał pracy, pozostawał na utrzymaniu żony. Jesienią 1946 rozpoczął studia na kierunku handel zagraniczny, w szczecińskiej filii Akademii Handlowej w Szczecinie. W październiku 1951 obronił dyplom studiów ekonomicznych I stopnia.
Od listopada 1947 w „Baticulu”, zwolniony w lutym 1948, od marca w Zarządzie Portu Szczecin, w maju 1950 zwolniony, następnie w Zakładach Zbytu Energii w Szczecinie. Po zaleceniu władz wyjechał do Inowrocławia, podjął pracę w Narodowym Banku Polskim, zwolniony. Do 1956 w Fabryce Wyrobów Lutowniczych, następnie do 1966 kierownik wydziału eksploatacji Zarządu Portu Szczecin, później starszy projektant w Biurze Projektów Budownictwa Morskiego. W 1968 na dziewięciomiesięcznej delegacji w Indiach, przy opracowywaniu projektów rozbudowy portów w stanach Kerala oraz Mysore. W maju 1980 przeszedł na emeryturę, do 1990 pracował na pół etatu. Zmarł 1 lutego 1999 w Szczecinie.

## Awanse
- Kapral podchorąży – 19 kwietnia 1941
- Podporucznik – ze starszeństwem od 13 marca 1943

## Odznaczenia
- Krzyż Srebrny Orderu Wojennego Virtuti Militari
- Krzyż Komandorski Orderu Odrodzenia Polski – pośmiertnie (postanowieniem Prezydenta RP Lecha Kaczyńskiego z 10 lipca 2008 za wybitne zasługi dla niepodległości Rzeczypospolitej Polskiej)[8]
- Krzyż Kawalerski Orderu Odrodzenia Polski
- Krzyż Armii Krajowej
- Krzyż Partyzancki
- Warszawski Krzyż Powstańczy
- Złota Odznaka „Zasłużony Pracownik Morza”

## Życie rodzinne
Syn Bronisława, oficera Korpusu Ochrony Pogranicza Bronisława i Zuzanny z d. Strehlau.
W 1944 zawarł związek małżeński z Izabellą z domu Kowalewską (1915–1984), żołnierzem ZWZ-AK ps. Janka, vel Zofia Zakrzewska, vel Irena Szeller. Stracili dziecko, gdy poroniła w 5 miesiącu ciąży, w trakcie tortur podczas śledztwa po aresztowaniu w listopadzie 1945.
W 1986 zawarł związek małżeński z Teresą z domu Szuksztów herbu Pobóg (ur. 1932) primo voto Pajewską. Mieli dwoje pasierbów: Zbigniewa Pajewskiego (ur. 1957) mgr leśnictwa oraz Mirosławę Pajewską (ur. 1961) mgr pedagogiki, po mężu Patyna.